# Alive (bài hát của Jennifer Lopez)
"Alive" (Tiếng Việt: Sống) là ca khúc nằm trong mặt B của đĩa đơn "I'm Gonna Be Alright" (Track Masters Remix), và là đĩa đơn thư hai và cuối cùng để quảng bá cho album ph61oi lại của ca sĩ Mĩ Jennifer Lopez mang tên J to tha L-O!: The Remixes (2002). Ca khúc được phát hành vào năm 2002 nhưng không đạt vị trí nào tại bảng xếp hạng Billboard Hot 100 vì phát hành giới hạn, trở thành đĩa đơn thứ hai ít thành công nhất kể từ đĩa đơn năm 1999, "No Me Ames". Sau đó, bảng phối lại của Thunderpuss remix giúp ca khúc đứng đầu bảng Hot Dance Singles Sales và trở thành ca khúc nhạc Dance thành công tiếp theo của Lopez khi đứng thứ hai trên bảng xếp hạng Hot Dance Club Play. Video ca nhạc được đạo diễn bởi Jim Gable.

## Thông tin bên lề
Bản ballad này được viết bởi Lopez và chồng cũ của cô Cris Judd, và Cory Rooney (người đã sản xuất một vài ca khúc trước cho cô cùng Dan Shea). "Alive" được định trước là nhạc phim của Enough (nhưng không nằm trong album nhạc phim). Ca khúc được viết dựa trên nội dung phim, kể về sự vục dậy của một người phụ nữ là nạn nhân của bạo hành gia đình. Lopez có hát "The strength to stand alone/The power of not knowing and letting go/I guess I've found my way it's simple when it's right/Feeling lucky just to be here tonight/And happy just to be me and be alive" ("Sức mạnh của chính bạn/Sức mạnh khi bạn quên đi điều đó/Tôi đoán tôi đã tìm ra đúng đường/Tôi cảm thấy thật may mắn khi ở đây đêm nay/Và thật hạnh phúc khi trở thành tôi và được sống"). Ca khúc trở thành bài hát về nữ quyền đã giúp phụ nữ toàn thế giới vục dậy và một vài phụ nữ đã nói về cảm hứng của mình nhờ ca khúc của Lopez. Trong một tập phim của The Oprah Winfrey Show, một người phụ nữ ở khán đài đã đi đến về phía Lopez và nói nhờ bài hát mà cô đã vục dậy chống áp bức trong cuộc sống của mình.
Năm 2002, "Alive" (Thunderpuss Club Mix) đã giúp Lopez giành được một giải Billboard Latin Music Award cho đĩa đơn Latin Dance bán chạy nhất của năm.

## Danh sách ca khúc
Đĩa CD tại Mĩ
1. "Alive" (Remix) – 4:20
2. "Alive" (Bản gốc) – 4:40

Đĩa CD-R tại Mĩ
1. "Alive" (Radio Remix) – 4:19
2. "Alive" (Bản gốc) – 4:40

Đĩa CD-R tại Mĩ – Thunderpuss Remix
1. "Alive" (Thunderpuss Radio Mix) – 4:12
2. "Alive" (Thunderpuss Club Mix) – 8:51
3. "Alive" (Thunderpuss Tribe-A-Pella) – 7:50

Đĩa CD hai mặt cùng "I'm Gonna Be Alright" (Track Masters Remix)
1. "I'm Gonna Be Alright" (Track Masters Remix cùng Nas) – 2:52
2. "I'm Gonna Be Alright" (Track Masters Remix) – 3:14
3. "I'm Gonna Be Alright" (Track Masters Remix)/Nhạc nền – 3:14
4. "Alive" (Thunderpuss Club Mix) – 8:51
5. "Alive" (Thunderpuss Tribe-A-Pella) – 7:50

## Xếp hạng
| Bảng xếp hạng (2002)                        | Xếp hạng |
| ------------------------------------------- | -------- |
| U.S. Billboard Hot Dance Club Play          | 2        |
| U.S. Billboard Hot Dance Singles Sales      | 1        |
| U.S. Billboard Adult Contemporary           | 18       |
| U.S. Billboard Latin Tropical/Salsa Airplay | 36       |